# Марія Берушко
Марі́я Апаресі́да Беру́шко (порт. Maria Aparecida Beruski) (* 1959 — пом. 4 квітня 1986) — шкільна вчителька, котра врятувала своїх учнів під час пожежі у бразильській школі. Вона може стати першою православною святою в Латинській Америці.
Марія — українського походження. Народилася 1959 року в Жоакін-Тавора (штат Парана) у Бразилії.
4 квітня 1986 року під час пожежі у школі Марія відмовилася покидати будівлю, а залишилася всередині й допомагала учням тікати. Вона встигла врятувати 5 дітей, ще 8 загинули разом з нею.
2007 року Синод Української Православної Церкви в Латинській Америці розпочав процес беатифікації Марії.
У бразильському місті Куритиба є вулиця, названа на честь Марії Берушко (rua Maria Aparecida Beruski).